# Landtagswahl in Schleswig-Holstein 1988
- SPD: 46
- SSW: 1
- CDU: 27

- Regierung: 46
- Opposition: 28

Die Landtagswahl in Schleswig-Holstein 1988 am 8. Mai war eine vorgezogene Wahl, die aufgrund des bei der vorherigen Landtagswahl vom 13. September 1987 entstandenen Patts und auch aufgrund der Barschel-Affäre beschlossen wurde.

## Vorherige Landtagswahl
Bei der Landtagswahl am 13. September 1987 hatte die CDU unter Ministerpräsident Uwe Barschel mit 42,6 Prozent der abgegebenen Stimmen und einem Verlust in Höhe von 6,4 Prozentpunkten ihre seit 1971 innegehabte absolute Mehrheit verloren und lag erstmals seit der Landtagswahl 1958 hinter der SPD, welche unter ihrem Spitzenkandidaten Björn Engholm 45,2 Prozent der Stimmen erreichte.
Zusammen mit der in den Landtag zurückgekehrten FDP (4 Mandate) verfügte die CDU über 37 der 74 Landtagsmandate. Demgegenüber standen 36 Abgeordnete der SPD und der Abgeordnete des SSW, Karl Otto Meyer.
Die Regierungsbildung wurde erschwert durch die Affäre um Ministerpräsident Uwe Barschel, der am 2. Oktober 1987 zurücktrat und in der Nacht vom 10. zum 11. Oktober 1987 unter bis heute nicht geklärten Umständen in Genf ums Leben kam.
Aufgrund der Barschel-Affäre weigerte sich Meyer, einem CDU-Kandidaten seine Stimme zu geben, und machte so den Weg zu Neuwahlen frei.

## Wahlkampf

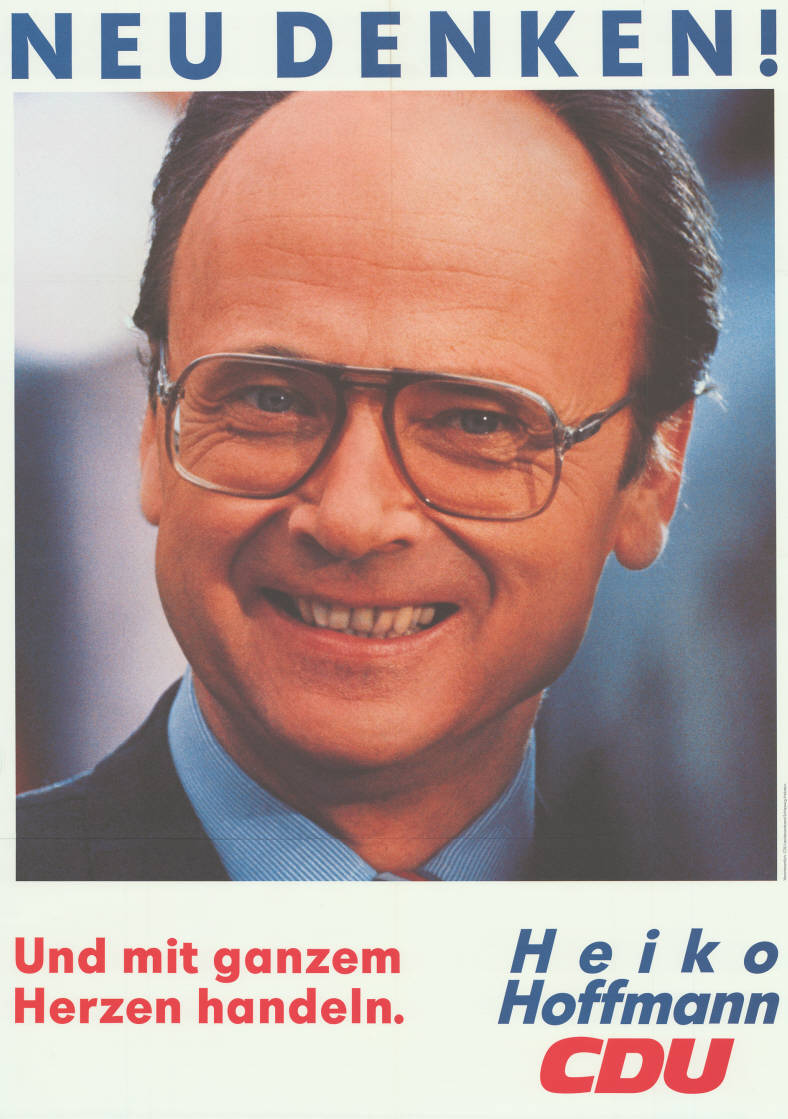
CDU-Spitzenkandidat Heiko Hoffmann auf einem Wahlplakat

Die Wahl stand unter dem Eindruck der Ergebnisse des Untersuchungsausschusses zu den Machenschaften, die aus der Staatskanzlei gegen den SPD-Spitzenkandidaten Engholm lanciert wurden. Nach damaligen Erkenntnisstand ging ein Großteil der zum Teil illegalen Machenschaften auf das Konto Uwe Barschels.
Für das Ministerpräsidentenamt, welches seit dem Rücktritt Barschels geschäftsführend von Innenminister Henning Schwarz ausgeübt wurde, bewarben sich für die CDU der bisherige Justizminister Heiko Hoffmann sowie erneut SPD-Spitzenkandidat Björn Engholm.

## Ergebnis
Wahlberechtigte: 2.041.062
Wähler: 1.580.465 (Wahlbeteiligung: 77,43 %)
Gültige Stimmen: 1.566.837
| Partei | Stimmen   | Anteil in % | Direkt- man- date | Sitze |
| ------ | --------- | ----------- | ----------------- | ----- |
| SPD    | 857.956   | 54,76       | 44                | 46    |
| CDU    | 521.264   | 33,27       |                   | 27    |
| FDP    | 69.620    | 4,44        |                   |       |
| GRÜNE  | 44.898    | 2,87        |                   |       |
| SSW    | 26.643    | 1,70        |                   | 1     |
| NPD    | 19.154    | 1,22        |                   |       |
| UWSH   | 12.791    | 0,82        |                   |       |
| REP    | 8.673     | 0,55        |                   |       |
| DKP    | 2.253     | 0,14        |                   |       |
| S-H-P  | 2.245     | 0,14        |                   |       |
| ÖDP    | 1.170     | 0,07        |                   |       |
| FSU    | 170       | 0,01        |                   |       |
| Total  | 1.566.837 |             | 44                | 74    |

Die SPD erlebte ihren bis heute größten Erfolg in Schleswig-Holstein: Sie legte um 9,6 Prozentpunkte zu und erreichte mit 54,8 Prozent der abgegebenen Stimmen die absolute Mehrheit im Landtag. Ebenso schaffte sie es erstmals, bei einer Landtagswahl in Schleswig-Holstein sämtliche Landtagswahlkreise direkt zu gewinnen.
Demgegenüber erlitt die CDU herbe Verluste in Höhe von 9,3 Prozentpunkten und erzielte mit 33,3 Prozent der Stimmen ihr schlechtestes Ergebnis seit 1954.
Die FDP, 1987 mit 5,2 Prozent der Stimmen in den Landtag zurückgekehrt, verfehlte diesmal mit 4,4 Prozent der Stimmen den Wiedereinzug. Die Grünen, bis dato noch nie im Landtag vertreten, sackten von 3,9 auf 2,9 Prozent der Stimmen ab.
Einzig der SSW, als Partei der dänischen Minderheit von der Sperrklausel befreit, konnte mit 1,7 Prozent der Stimmen auch weiterhin einen Abgeordneten, wiederum den Abgeordneten Meyer, in den Landtag entsenden.

## Resultat
Aufgrund des Umstands, dass die SPD eine Alleinregierung bilden konnte, wurde Björn Engholm am 31. Mai 1988 zum ersten sozialdemokratischen Ministerpräsidenten Schleswig-Holsteins seit 1950 gewählt. Die CDU ging erstmals nach 38 Jahren Regierungsverantwortung in die Opposition.